# Bevrijdingsfront Darfur
Darfur Liberation Front  (Arabisch: حركة تحرير السودان ḥarakat taḥrīr as-Sūdan) is de vroegere naam van het Sudan Liberation Movement. Het was een paramilitaire beweging tegen de Janjaweed en de regering van de Soedan. De organisatie werd opgericht in 2002. 